# Puig des Tossals Verds
Puig des Tossals Verds är en bergstopp i Spanien.   Den ligger i regionen Balearerna, i den östra delen av landet, 600 km öster om huvudstaden Madrid. Toppen på Puig des Tossals Verds är 1 118 meter över havet, eller 305 meter över den omgivande terrängen. Bredden vid basen är 3,1 km. Puig des Tossals Verds ligger på ön Mallorca.
Terrängen runt Puig des Tossals Verds är kuperad åt sydost, men åt nordväst är den bergig.Runt Puig des Tossals Verds är det ganska tätbefolkat, med 214 invånare per kvadratkilometer. Närmaste större samhälle är Marratxí, 19,8 km söder om Puig des Tossals Verds. 